# Анатолий Масльонкин
Анатолий Масльонкин (на руски: Анатолий Маслёнкин) е съветски футболист.

## Кариера
Започва да тренира футбол в Динамо Москва и завод „Красный пролетарий“.
Играч на националния отбор на Съветския съюз между 1955 и 1962 г. Изиграва 33 мача в националния отбор на СССР. Включен е в списъка с 33 най-добри играчи 6 пъти (4 пъти под номер 1 през 1959 – 1962 години).
Масльонкин играе за Спартак Москва и Шинник Ярославъл. Има над 250 мача в топ лигата.

## Отличия

### Отборни
Спартак Москва
- Съветска Висша лига: 1956, 1958, 1962
- Купа на СССР по футбол: 1958, 1963

### Международни
СССР
- Летни олимпийски игри: 1956
- Европейско първенство по футбол: 1960